# Sevnica község
Sevnica község (szlovénül Občina Sevnica) Szlovénia 212 alapfokú közigazgatási egységének, azaz községének egyike a Posavska statisztikai régióban. Sevnica község (szlovénül: Občina Sevnica) A Száva és a Mirna folyók mentén terül el Szlovénia délkeleti részén. A település székhelye Sevnica város. Területét tekintve Szlovénia 12. legnagyobb települése.

## Települések
A községhez Sevnica székhelyen kívül a következő települések tartoznak:
- Apnenik pri Boštanju
- Arto
- Birna Vas
- Blanca
- Boštanj
- Breg
- Brezje
- Brezovo
- Budna Vas
- Čanje
- Čelovnik
- Cerovec
- Češnjice
- Dedna Gora
- Dolenji Boštanj
- Dolnje Brezovo
- Dolnje Impolje
- Dolnje Orle
- Drožanje
- Drušče
- Gabrijele
- Gabrje
- Gornje Brezovo
- Gornje Impolje
- Gornje Orle
- Goveji Dol
- Hinjce
- Hinje
- Hudo Brezje
- Jablanica
- Jelovec
- Jeperjek
- Kal pri Krmelju
- Kamenica
- Kamenško
- Kaplja Vas
- Kladje nad Blanco
- Kladje pri Krmelju
- Koludrje
- Kompolje
- Konjsko
- Krajna Brda
- Križ
- Križišče
- Krmelj
- Krsinji Vrh
- Laze pri Boštanju
- Ledina
- Leskovec v Podborštu
- Log
- Loka pri Zidanem Mostu
- Lončarjev Dol
- Lukovec
- Mala Hubajnica
- Malkovec
- Marendol
- Metni Vrh
- Mrtovec
- Mrzla Planina
- Novi Grad
- Okroglice
- Orehovo
- Orešje nad Sevnico
- Osredek pri Hubajnici
- Osredek pri Krmelju
- Otavnik
- Pavla Vas
- Pečje
- Pijavice
- Podboršt
- Podgorica
- Podgorje ob Sevnični
- Podvrh
- Poklek nad Blanco
- Polje pri Tržišču
- Ponikve pri Studencu
- Preska
- Prešna Loka
- Primož
- Račica
- Radež
- Radna
- Razbor
- Rogačice
- Rovišče pri Studencu
- Selce nad Blanco
- Šentjanž
- Šentjur na Polju
- Škovec
- Skrovnik
- Slančji Vrh
- Slap
- Šmarčna
- Spodnje Mladetiče
- Spodnje Vodale
- Srednik
- Štajngrob
- Stržišče
- Studenec
- Svinjsko
- Telče
- Telčice
- Trnovec
- Trščina
- Tržišče
- Velika Hubajnica
- Veliki Cirnik
- Vranje
- Vrh pri Boštanju
- Vrhek
- Zabukovje nad Sevnico
- Zavratec
- Zgornje Mladetiče
- Zgornje Vodale
- Žigrski Vrh
- Žirovnica
- Znojile pri Studencu
- Žurkov Dol

## Népesség
| Lakosok száma | 17 644 | 17 645 | 17 560 | 17 512 | 17 470 | 17 544 | 17 483 | 17 484 | 17 586 | 17 729 |
|               | 2008   | 2009   | 2011   | 2012   | 2013   | 2015   | 2016   | 2017   | 2019   | 2020   |